# Nesrin Cavadzade
Nesrin Cavadzade (azerí: Nəzrin Cavadzadə; turc: Nesrin Cavadzade; Bakú, 30 de juliol de 1982) és una actriu d'origen àzeri.

## Biografia
Va néixer a Bakú, República Socialista Soviètica d'Azerbaidjan (ara Azerbaidjan), però es va mudar a Istanbul (Turquia) amb la seva mare als 11 anys. Com que no parlava turc, va haver de repetir quart curs. Malgrat això, en menys de sis mesos parlava l'idioma. Actualment, a més, parla anglès, francès i rus.
Va estudiar secundària a l'escola Özel Bilgi Lisesi de Şişli, on va formar part del club d'art dramàtic. Després de finalitzar la secundària va assistir al Şişli Terakki Lisesi. Mentre estudiava allà va participar en cinc curtmetratges que van ser projectats en festivals locals i internacionals, com ara el Campus de Talent del Festival Festival Internacional de Cine de Berlín, i va rebre diversos premis.
Després de graduar-se al es va matricular a la Facultat de Belles Arts, Cine i Televisió de la Universitat de Màrmara. El seu debut televisiu va ser amb la sèrie Yersiz Yurtsuz i més tard va participar en d'altres sèries com ara Samanyolu, The girl with the red scarf, Ağır Roman Yeni Dünya i Küçük Unğun.
Fou premiada com a Millor Actriu de Repartiment al Festival Internacional de Cine d'Antalya per la seva actuació en la pel·lícula To Better Days (2011) i com a Millor Actriu pel film The Lamb (2014). Així mateix, fou premiada al Festival de Cine d'Erzurum Dadas com a millor actriu pels films Dilber's Eight Days del 2007 i The Lamb del 2009. El 2012 va rebre el premi Sadri Alışık, com a millor actriu de comèdia per la pel·lícula In flames. És probablement l'actriu més popular del seu país natal.
L'any 2015 va actuar al capítol "The Legend of Tamir Zakayev" de la serie nord-americana Legends, protagonitzada per Sean Bean. A més, l'any 2018 va formar part del repartiment de la pel·lícula espanyola El desentierro, dirigida per Nacho Ruipérez, acompanyada d'actors com ara Leonardo Sbaraglia i els catalans Jordi Rebellón i Francesc Garrido.

## Filmografia
Cinema
| Any  | Títol                          | Personatge          | Premis                       | Categoria                        | Notes |  |
| ---- | ------------------------------ | ------------------- | ---------------------------- | -------------------------------- | ----- |  |
| 2003 | Walk on Water                  | Esposa Abru Ibrahim | -                            | -                                |       |  |
| 2006 | The Market: A Tale of Trade    | Farmacèutica        | -                            | -                                |       |  |
| 2007 | Dilber's Eight Days            | Dilber              | Millor actriu                | Erzurum Dadaş Film Festival      |       |  |
| 2007 | Dilber's Eight Days            | Dilber              | Millor actriu                | Bursa Silk Road Film Festival    |       |  |
| 2007 | Dilber's Eight Days            | Dilber              | Millor actriu                | Ankara Film Festival             |       |  |
| 2008 | My Marlon and Brando           | Derya               | -                            | -                                |       |  |
| 2009 | The Pain                       | Torun               | Millor actriu                | Erzurum Dadaş Film Festival      |       |  |
| 2011 | To Better Days                 | Anna                | Millor actriu de repartiment | Golden Orange                    |       |  |
| 2011 | To Better Days                 | Anna                | Millor actriu                | Ankara Film Festival             |       |  |
| 2011 | To Better Days                 | Anna                | Actriu de l'any              | Magazine Journalists Association |       |  |
| 2012 | In Flames                      | Asya                | Millor actriu                | Ankara Film Festival             |       |  |
| 2012 | In Flames                      | Asya                | Millor actriu de comèdia     | Sadri Alisik Awards              |       |  |
| 2012 | Take A Deep Beath (Short film) | Nazlı               | -                            | -                                |       |  |
| 2014 | Song of My Mother              | Zeynep              | -                            | -                                |       |  |
| 2014 | The Lamb                       | Medine              | Millor actriu                | Golden Orange                    |       |  |
| 2015 | The Last Letter                | Nihal Nurse         |                              |                                  |       |  |
| 2018 | El desentierro                 | Tirana              |                              |                                  |       |  |
| 2020 | Love Likes Coincidences 2      | Defne               |                              |                                  |       |  |

Televisió
| Any     | Títol                       | Paper          | Notes |
| ------- | --------------------------- | -------------- | ----- |
| 2006    | The Roofless                | Suna           |       |
| 2010    | Samanyolu                   | Melek          |       |
| 2012    | The Girl with the Red Scarf | Ayça           |       |
| 2012    | Ağır Roman Yeni Dünya       | Kara Leyla     |       |
| 2013    | Görüş Günü Kadınları        | Lale           |       |
| 2014    | Küçük Ağa                   | Başak          |       |
| 2015    | Legends                     | Jamilla        |       |
| 2016    | Kış Güneşi                  | Efruz          |       |
| 2017    | Fi                          | Alara          | Cameo |
| 2017-18 | Bizim Hikaye                | Tülay Sertkaya |       |
| 2019-21 | Yasak Elma                  | Şahika         |       |
| 2020    | Ethos                       | Melisa         |       |
| 2021-   | Üç Kuruş                    | Bahar          |       |

## Discografia
- 2020: "Bir Rüya Gördüm" (amb Elif Doğan) – banda sonora del film Love Likes Coincidences 2.